# Stola Abarth Monotipo 98
La Stola Abarth Monotipo 98 è un prototipo realizzato dalla azienda italiana Stola e presentato al salone dell'automobile di Torino del 1998.

## Il contesto
Il progetto della vettura è nato già due anni prima della presentazione e nel nome voleva essere un ricordo dedicato a Carlo Abarth; il design è ad opera di Aldo Brovarone.

## La meccanica
Fu valutata inizialmente la soluzione di un motore 5 cilindri turbocompresso di 2,4 litri montato in posizione centrale, ma alla fine si optò per un più tradizionale motore di derivazione Lancia 2 litri, 16 valvole e 4 cilindri montato in posizione anteriore trasversale.; tale propulsore è in grado di erogare 330 cavalli (a 6.500 giri/min).
Il telaio è basato su quello della Fiat Barchetta. 
Il prototipo, grazie al rapporto peso/potenza particolarmente favorevole, è capace di prestazioni di tutto rispetto.